# كأس أيرلندا الشمالية 1880–81
كأس أيرلندا الشمالية 1880–81 (بالإنجليزية: 1880–81 Irish Cup)‏ هو موسم من كأس أيرلندا. كان عدد الأندية المشاركة فيه 7، وفاز فيه Moyola Park F.C. ‏.